# Eurystrotos occulta
Eurystrotos occulta är en mossdjursart som först beskrevs av Harmelin 1976.  Eurystrotos occulta ingår i släktet Eurystrotos och familjen Oncousoeciidae. Inga underarter finns listade i Catalogue of Life.